# 2020年—2021年白俄羅斯示威
2020年—2021年白羅斯示威，又稱拖鞋革命，是指2020年起在白俄羅斯一系列對抗盧卡申科政府的示威活動。2020年5月，距離總統選舉三個月，當地市民走上街頭，希望阻止盧卡申科在選舉中第六度連任。然而，他最後仍在被指作票的情況下成功連任。

## 背景
亞歷山大·盧卡申科被稱為「歐洲最後的獨裁者」，直至2020年，已統治了白俄羅斯長達26年，是後蘇聯國家中最長任期的國家元首之一。在他的威權統治之下，與他對立的聲音受到打壓。在他先前贏出的五場選舉中，只有第一場被國際社會承認是公平公正的選舉。
2020年，2019冠狀病毒病疫情肆虐，盧卡申科的處理疫情方法受到了更多的不滿和批評，但他仍否認疫情的嚴重性。在總統競選中，反對派候選人斯韋特兰娜·季哈诺夫斯卡娅指民眾需要想辦法保護選票，後來她逃離白俄羅斯，示威活動亦被指變成了「沒有領袖」。
此外，由於盧卡申科注重白俄羅斯的主權和獨立，對普京推動的俄白一體化持消極態度，也導致俄羅斯方面對其不滿。卡內基莫斯科中心的主任特列寧認為，俄方或許已經減少了對盧卡申科的耐心，並且在考慮沒有盧卡申科掌權的白俄羅斯的前景。盧卡申科本人也在8月4日的講話中指責俄羅斯試圖干預該國選舉。

## 選舉前
2020年5月24日，有約1000名示威者走上首都明斯克街頭，參與示威活動，反對總統盧卡申科第六度連任，白俄羅斯YouTuber謝爾蓋·季哈諾夫斯基把盧卡申科稱呼作詩歌「強大的蟑螂」中的「蟑螂」，指要用「拖鞋」踩在盧卡申科政府上。幾天後，他被指是外國間諜而被當地執法部門拘捕。
2020年6月18日，在維克托·巴巴里科和季哈諾夫斯基被捕後，仍有大批市民在明斯克街頭組成人鏈，表示對巴巴里科成為總統候選人的支持。巴巴里科指政府捏造了有關指控，認為這是政治操作。總統盧卡申科則稱示威都是「受外國指使」的。其後，季哈諾夫斯基的妻子斯维特兰娜·季哈诺夫斯卡娅申請登記成為總統選舉候選人。
評論指出示威活動可能會持續幾個月，演變成全面爆發的革命，就像2014年烏克蘭推翻時任親俄總統亞努科維奇的廣場起義一樣。德國馬歇爾基金會指出，對比之前的白俄羅斯示威，這次的示威存在着更大和更廣的打壓。另一方面，盧卡申科也指控部分批評他的人，是俄羅斯控制的傀儡。
到了7月，歐洲安全與合作組織宣佈他們未被邀請參與監督選舉，故不能監督選舉。這是歐安組織轄下的民主機制和人權辦公室自2001年來首次沒有監督白俄羅斯的選舉，雖然歐安組織自1995年就沒有承認過白俄羅斯的任何一次選舉是公平公正的。
7月23日，盧卡申科聲稱英國廣播公司（BBC）和自由歐洲電台／自由電台鼓勵民眾參與「暴動」，同時宣稱會禁止外國傳媒報道選舉，違反者一律驅逐。
7月24日，另一名反對派總統參選人瓦列里·察普卡洛及其兩名兒子出逃到俄羅斯。
7月29日，白俄羅斯警察逮捕33名來自俄羅斯「瓦格纳集团」的傭兵，指他們「在總統大選前策畫恐怖活動」，外交部門也召見俄羅斯大使要求解釋。俄方則反擊稱這些人是要去伊斯坦堡參觀聖索非亞大教堂，「俄羅斯機構派遣人員去白俄羅斯顛覆情勢」的說法是含沙射影。
7月30日，總統候選人季哈諾夫斯卡娅在明斯克舉行競選大會，人權組織統計有6萬3千至7萬人參與了集會，警方則指有約1萬8千人參與，是自1991年以來最大的集會。
8月6日，約5000名示威者揮動白絲帶，希望得到公平公正的選舉。

## 選舉當天
在總統選舉當天（8月9日）的中午，白俄羅斯的網絡出現異常封鎖，政府指是因為分散式阻斷服務攻擊（DDoS攻擊），有IT專家指出政府和其附屬組織會使用和流量整形技術。
到了傍晚，親政府電視台播放總統大選結果，顯示盧卡申科得到逾八成的選票，隨即引發全國各地多個城市，包括布列斯特、明斯克、維捷布斯克、格羅德諾、莫濟里、平斯克、戈梅利、博布魯伊斯克的民眾上街抗議。起初示威和平進行，但在明斯克，平民和官職人員發生了衝突，城市的各個地區都有人聚集。執法部門使用警棍、橡膠子彈、水砲、催淚彈、閃光彈等武器驅趕市民。是白俄羅斯共和國成立以來最大的示威活動。保安部門在夜門拘捕了約3000人，最少50人因受傷被送往醫院，更有一名示威者死亡。

## 選舉後
8月10日早上，有民眾到前一晚示威者死亡的位置獻花，但當局尚未承認意外的發生。與此同時，斯维特兰娜·季哈诺夫斯卡娅在YouTube上載影片，指自己已潛逃到立陶宛。到了傍晚明斯克的示威者效仿香港反送中運動的「Be Water」策略，轉移了聚集的地點和戰術。當局出動了手榴彈等武器追擊示威者，使一名示威者在爆炸中死亡，內務部稱那是不明裝置在他的手中引爆。執法部門又出動了水砲、橡膠子彈等武器，特別用途機動單位被指搶佔一些救護車或相似的車輛，使示威者允許其通過路障。

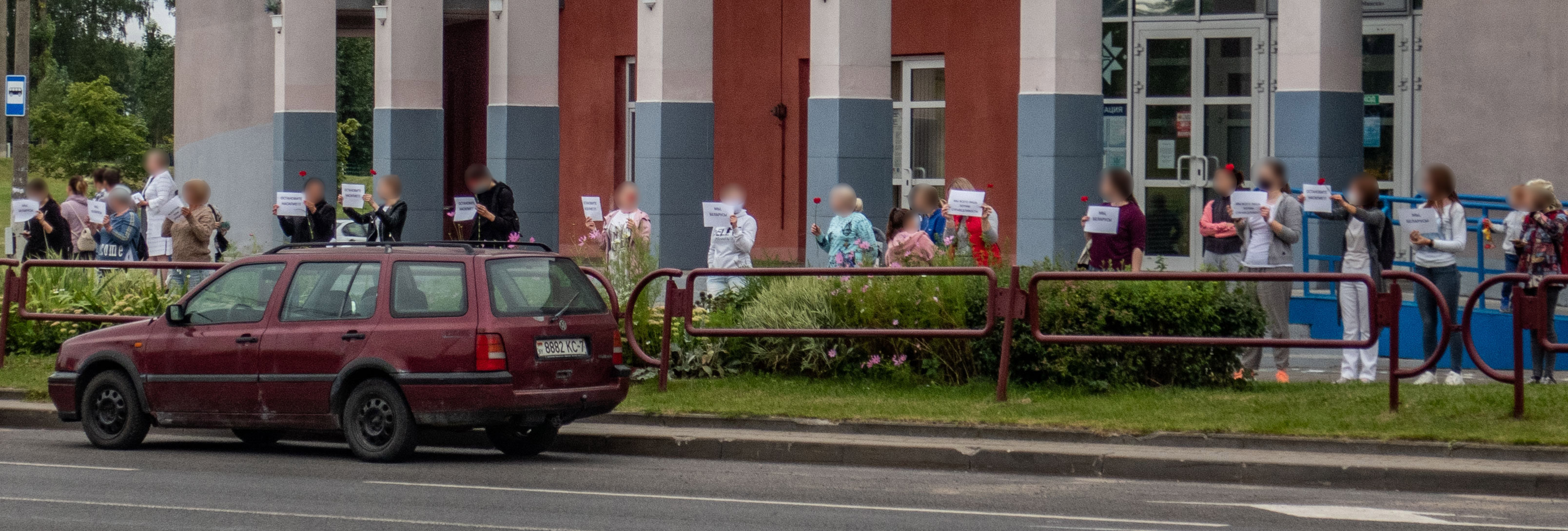
8月12日明斯克的其中一條人鏈，女性穿上白色衣服

8月11日，示威在多個城市持續，橡膠子彈和閃光彈成為了常見的武器。在戈梅利，被捕人士的朋友和家人被禁止探訪，亦有指在拘留室內有警察濫用職權。
8月12日，在明斯克，民眾走上街頭、堵路，女性大多穿上白衣，民眾又發起了全國的罷工抗議。同日，內務部承認「射殺」示威者。
8月13日，白俄羅斯內政部表示，白俄共有25個城市及鄉鎮爆發示威集會，累計三日共拘捕六千人。反對派候選人斯维特兰娜·季哈诺夫斯卡娅被迫離開白俄羅斯前往立陶宛。
8月14日，白俄羅斯總統盧卡申科下令調查警察對示威者的濫捕行動，內政部長尤里·卡拉耶夫則為警察暴力鎮壓示威者致歉，並陸續釋放所有被捕示威者。

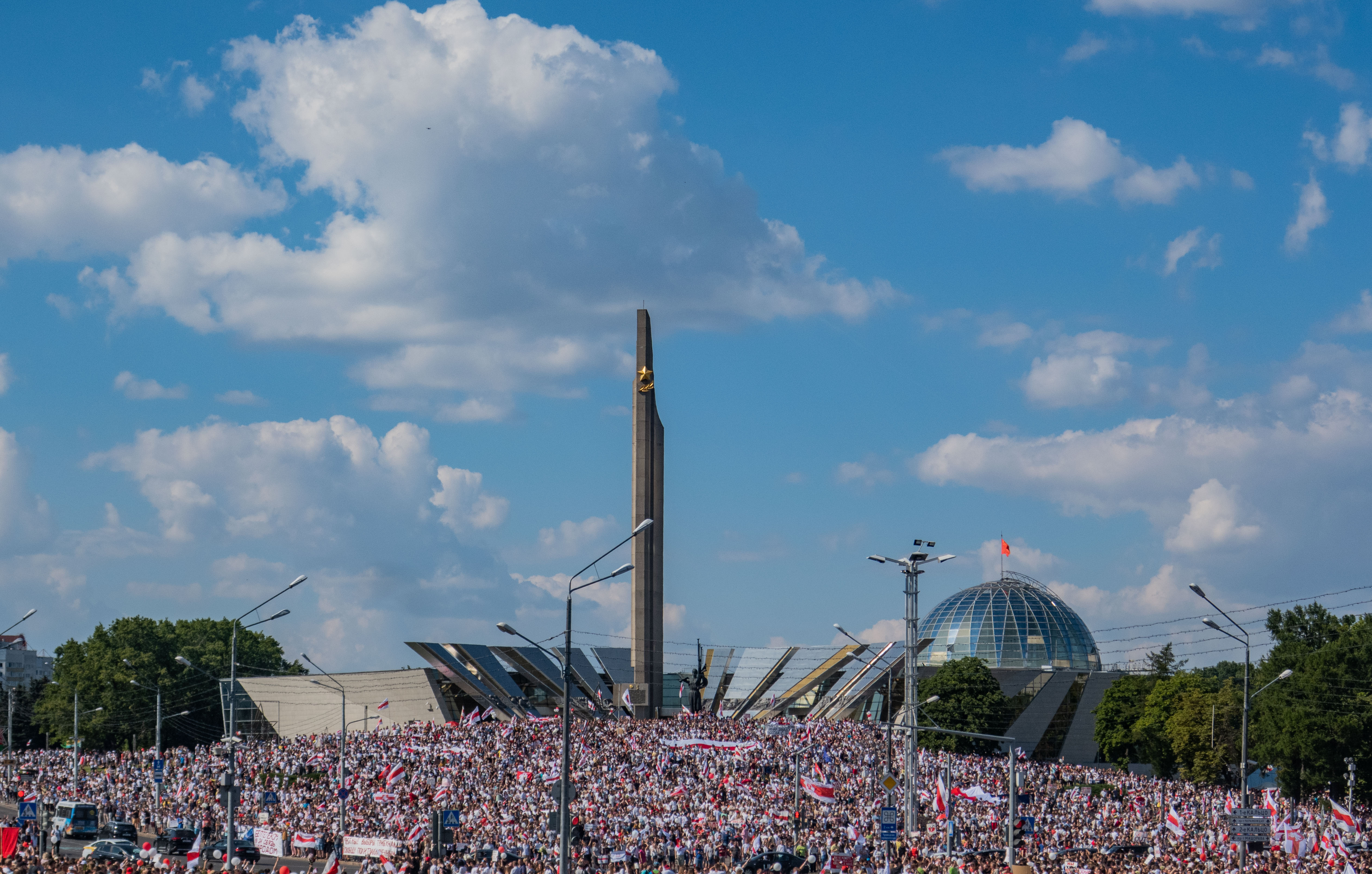
8月16日的反對派示威活動

8月16日，俄羅斯总统普京表態支持卢卡申科，称白俄罗斯一旦受到外国军事威胁，俄罗斯随时准备提供安保援助。同日白俄羅斯有超過二十二萬人參與反對派在首都明斯克舉行的“自由大游行”，抗议卢卡申科通过选举舞弊连任总统以及執法部門的暴力使用。數公里外的政府廣場前，則有數千名支持者現身支持盧卡申科。盧卡申科發表講話時表示，不會重新舉行大選，稱重選會令國家滅亡，又指北約已在西部邊境集結兵力，但北約否認有關說法。对此，卢卡申科指示边防部队于8月17日至20日在哥罗德诺地区举行了大规模演习。
8月17日，反對派發起全國大罷工，發起人指這是無限期罷工，直到當局回應他們的訴求之前，他們都不會停止罷工。同時波蘭和捷克有數百至數千人上街聲援白俄羅斯反對派。同日，總統盧卡申科在到訪國營的明斯克轮式牵引车厂時被工人要求下台，指他是「騙子」，他在發表演說時表示「除非你殺了我，否則就不會有其他選舉。」但他亦作出讓步，提議修改憲法並訴諸公投來處理總統的憲法權力。他指自己是在捍衛國家避免動亂，若是下台便會令國家崩潰。另一方面，反對派總統選舉候選人斯维特兰娜·季哈诺夫斯卡娅指她已準備好成為新的國家領袖。當晚，至少5000反對派支持者再次聚集在明斯克街頭，要求盧卡申科下台。
8月23日，约25万名示威者在首都明斯克市中心集会及游行，再次要求盧卡申科下台，是抗议开始第16日后最多人数的一次示威。8月30日，在盧卡申科66岁生日当天，首都明斯克再次聚集10万名示威者要求他下台，并大喊「老鼠生日快乐」讽刺盧卡申科早前称示威者像老鼠，大约200多人被拘捕。9月6日，明斯克市中心超过10万人再次上街要求总统下台，全国各地有120人被捕。
9月2日起，白俄羅斯有學生參與大罷課行動，要求總統下台，惟不少學生行動被打壓，包括遊行與連署。
9月7日，白俄罗斯反对派领袖之一玛丽亚·科列斯尼科娃与两名同事失踪后再沒有任何音讯。白俄罗斯民主运动协调委员会则表示，科列斯尼科娃很可能已经被捕。一名女目击者在社交门户网站Tut.by公布消息称，科列斯尼科娃被强行推入一辆黑色面包车后，从此她和陪同她的两名男士就再没有了任何音讯。9月8日，白俄罗斯当局公布科列斯尼科娃在白俄罗斯与乌克兰的边境因试图非法越境时被逮捕。另外陪同她的两位男士则成功越境，顺利抵达乌克兰境内。德国、欧盟与立陶宛对此表示密切关注。立陶宛外交部长利纳斯·林克维丘斯发出警告，表示事态的发展也可能导致俄罗斯军队进驻白俄罗斯。9月9日，再有一名反对派领袖失踪。曾担任白俄罗斯总统参选人维克托·巴巴里科的律师，同时也是白俄罗斯民主运动协调委员会成员的马克西姆·兹纳克在其办公室被不明身份人士带走后失去音讯。协调委员会表示，他们无法通过电话联系到兹纳克，但是却收到了一封简讯，内容只写着「面具」（masks）一词。
9月13日，首都明斯克继续爆发反政府示威，要求政府释放被捕的反对派领袖科列斯尼科娃，至少有10万人上街抗议。在示威开始时，白俄罗斯警方逮捕了数十名妇女，明斯克各地也至少有250名抗议者被扣留。白俄罗斯卫视也表示，在现场采访的2名记者同样被扣留。反对派敦促卢卡申科在9月14日自示威活动开始以来，第一次与普京会面时不要“卖国”。
9月14日，示威民众在明斯克市中心的游行队伍绵延数公里，并游行到市郊的总统府示威。白俄罗斯警方宣称，在明斯克就逮捕了400人。
9月17日，白俄羅斯關閉與波蘭和立陶宛的邊境。此前不久，白俄羅斯與俄羅斯在白俄羅斯西部舉行代號為“斯拉夫兄弟—2020”（Славянское братство — 2020）军事演习。9月19日，首都明斯克再有数千人上街参加游行，其中大部分示威者是女性。白俄罗斯警方至少逮捕了390名示威者。
9月20日，白俄罗斯首都明斯克市中心再有超过10万名示威者游行，高呼“卢卡申科下台”等口号，当天最少有196人被捕。另有匿名黑客将2000多名警察的个人信息分两批在社交媒体上公布，以报复警方在过去数周来大规模拘捕示威者，对被捕人士使用酷刑。9月23日，白俄罗斯当局秘密举行卢卡申科的宣誓就职典礼，開啟他的第6任期，引发数千示威者在首都明斯克街头集会，但遭白俄警方动用水炮驱散。德國和歐盟發表聲明，不承認他是白俄羅斯總統。美国、加拿大和英国计划将對鎮壓示威者的白俄官員实施制裁。
9月26日，白俄羅斯反對派集会，有超过90人被捕，其中大部分为女性。9月27日，法國總統在与接受媒體星期天日报做访谈时表示，自己對白俄羅斯示威者肅然起敬，且卢卡申科作為一個獨裁者無法適應民主，应该下台。10月2日，歐盟對包括白俄羅斯內政部長和中央選舉委員會主席在內的40名官員予以制裁。10日4日，明斯克再有10萬名示威者聚集，示威者向白俄罗斯的拘留中心前进，以支持被关押的77名政治犯，包括维克托·巴巴里科、谢尔盖·季哈诺夫斯基、玛丽亚·科列斯尼科娃等政治犯，白俄警方动用水炮驱散人群。
10月11日，数万名示威者在明斯克集会，要求卢卡申科下台和重新举行总统选举。当局动用水炮车、警棍和震撼弹驱赶示威人群，部分民众被白俄警方撂倒在地且用警棍痛打受伤。首都明斯克至少250人被捕，其他城市地区也有约35人被捕。白俄当局的镇压行动也促使欧盟在卢森堡的外交会议上同意对包括卢卡申科在内的40名白俄官员进一步的限制性措施。白俄罗斯内政部称示威活动已经变得有组织性且极度激进，扬言要对反政府示威的群众开火镇压。10月25日，明斯克再有10万人上街抗议，反对派呼吁民众從26日開始展開大罢工，近160人被逮捕。
11月29日，数千名示威者因应白俄当局的镇压和拘捕行动而改变策略，在首都明克斯的每个地区举行小型聚会，迫使白俄警方需要逐地区镇压。据当地媒体报道，全市记录了约二十次集会。人权组织维亚斯纳表示，至少有100人被警方拘留。
2021年4月，俄羅斯國安機關逮捕兩名白俄公民，指他們涉及一起政變和刺殺盧卡申科陰謀，並隨後移交白俄。

## 互联网封锁
自8月9日起，白俄罗斯当局就在国内封锁网站，并持续中断互联网服务和干扰印刷媒体。8月21日起，白俄罗斯当局再次屏蔽多个新闻网站，包括多个本地新闻网，及由美国资助的自由电台，和波兰资助的媒体，如白俄罗斯卫视、欧洲新闻台等73个新闻及资讯网站。国营出版社Vysheysha Shkola以“印刷机故障”为由，停止印刷著名的独立报纸《民意党》和《共青团真理报》。这是《共青团真理报》连续第三次受到政治干扰，
8月29日，白俄罗斯政府撤销多家外国媒体的数十名外国记者采访证，包括英国广播公司（BBC）、路透社、法新社、美联社等。受影响的媒体组织对此发表联合声明，批评白俄罗斯当局打压新闻自由。
9月17日，由美国、澳大利亚、奥地利、比利时、保加利亚、加拿大、塞浦路斯、捷克共和国、丹麦、爱沙尼亚、芬兰、法国、德国、希腊、冰岛、爱尔兰、日本、拉脱维亚、列支敦士登、立陶宛、卢森堡、荷兰、挪威、波兰、斯洛文尼亚、瑞典、瑞士、英国和乌克兰共29个国家发表联合声明，谴责白俄罗斯当局在8月9日举行的「欺诈性」总统选举后，企图通过断网、封锁或过滤服务不合理地限制了白俄罗斯人和平集会的权利以及结社和言论自由。联合声明呼吁白俄罗斯当局尊重白俄罗斯的国际人权义务，包括《公民权利和政治权利国际公约》第19和21条所规定的义务，包括尊重人权和基本自由、民主与法治。同时必须对选举期间对所有侵犯人权的指控进行独立、透明和公正的调查。
10月4日，白俄罗斯当局再次禁止外国媒体报道当日的示威情况。同時白俄當局還宣布所有外国记者的采访证无效，外國記者必须重新申请採訪證才能工作。

## 反应

### 国内
2020年11月27日，白俄罗斯总统亚历山大·卢卡申科探访明斯克一家治疗冠状病毒患者的医院时，他对政府内呼吁修改宪法发表了评论。表示在新宪法通过后宣布辞职：「在新法宪下，我将不会以总统身份与你们合作。」，但他并未透露宪法修正案内容，也未交出通过新宪法的时间表。这是卢卡申科第一次公开反思不再担任总统后将如何管理国家。而俄罗斯外交部长拉夫罗夫前一天访问明斯克时，公开鼓励卢卡申科推进早已承诺的宪法改革。

### 國際回應
自8月示威爆发以来，部分国家和组织表达拒绝白俄罗斯的选举结果，许多政治人物以及组织也对抗议活动发表评论，主要是谴责暴力行为。当中以北约和整个欧洲联盟皆不承认选举结果。
虽然欧盟在8月19日承诺将对暴力镇压示威活动的白俄罗斯实施制裁，但由于希腊和塞浦路斯就土耳其在有主权争议的东地中海水域进行能源勘探的问题，对白俄罗斯的会谈进入僵局。塞浦路斯坚持欧盟其他成员国同意扩大针对土耳其的制裁名单，否则塞浦路斯拒绝签署白俄罗斯的制裁决定。包括德国在内的其他国家也对挑衅土耳其持谨慎态度，后者在遏制向欧洲非法移民方面起着关键作用，而僵局也抑制了欧盟对白俄罗斯施加更多地缘政治的影响力。
面对欧盟各国大多对挑起俄罗斯的干预持谨慎态度，波罗的海国家（爱沙尼亚，拉脱维亚和立陶宛）于8月31日率先对卢卡申科和其他29名白俄罗斯官员实施旅行禁令。立陶宛总统纳塔达对欧盟停滞不前的制裁会议表示：「我们看到我们需要前进，以向其他国家展示榜样」。9月29日，白俄罗斯宣布对波罗的海国家实施报复性制裁。俄罗斯也宣布对白俄罗斯的支持。美国、英国和加拿大随后陆续实施针对白俄罗斯官员和机构的制裁。
欧盟与美国、英国和加拿大实施针对个人及企业的制裁方式不同，欧盟的制裁方式倾向扩大对白俄罗斯的经济限制，这是因为欧盟旨在鼓励卢卡申科与反对派进行谈判。欧盟的制裁措施也评为对白俄罗斯局势影响“微薄”且具有象征意义。白俄罗斯指责实施制裁的国家是干涉白俄内政。
10月2日，欧盟正式对40名白俄罗斯官员个人实施制裁，但卢卡申科免于制裁。几个小时后，白俄罗斯对欧盟官员实施了报复性制裁。同日，俄罗斯也表示遵循白俄罗斯对欧盟的制裁，称这一举动符合俄白联盟国之间协议规定的义务。11月6日，欧盟宣布对白俄罗斯实行进一步制裁，将卢卡申科和其儿子维克多在内的15名白俄罗斯官员列入制裁名单，使对白俄罗斯的制裁总数达到59人。欧盟理事会也宣布，冻结他们在欧盟的资产，使他们无法获得进入欧盟的签证，同时欧盟公民和公司禁止向所列人员提供资金。
2021年1月18日，国际冰球联合会表示由於白俄罗斯国内政局动荡，決定取消白俄罗斯举办2021年冰球世锦赛资格。
在白俄罗斯选举一周年之际，2021年8月9日，美國拜登政府对白俄羅斯实施更多制裁，制裁對象包括钾肥生产商Belaruskali OAO、白俄罗斯国家奥林匹克委员会和支持持卢卡申科政权的商人以及与他们有关联的15家公司。
2021年7月，立陶宛政府表示，数月来该国没有有效证件的非法入境者数量激增。立陶宛政府認為，白俄罗斯有意让来自伊拉克、伊朗和叙利亚的移民入境，再经该国前往欧盟。
2023年2月27日，欧盟表示由於白俄羅斯当局持续打压国内反对派并支持俄罗斯侵略乌克兰的战争，欧盟已经把针对白俄罗斯的制裁延长一年。

### 关于外国干涉的指控
2020年8月19日，俄罗斯发布的新闻声明中，指出「外国企图干涉白俄罗斯内政的企图是不可接受的，并且可能会进一步加剧紧张局势」。全俄国家电视广播公司节目播放关于白俄政策的问题，在接受Vestnik Kavkaza采访时指出，「西方国家多年来一直在努力将白俄罗斯与俄罗斯隔离。 主要目标是防止俄罗斯扩张，理想情况下只是摧毁它。」此外，除承认选举结果外，俄罗斯方面没有任何声明与行动。
俄罗斯和白俄罗斯的机构审查对白俄罗斯反对派媒体之间的联系，并质疑NEXTA电报频道的独立性。该频道的创始人之一是白俄罗斯人斯捷潘·普季洛（Степан Путило），他移民到波兰并在美国学习。此前，普季洛曾在白俄罗斯卫视工作，白俄罗斯卫视是由波兰政府监督并直接资助的卫星电视网络。 NEXTA的主要编辑是罗曼·普罗塔谢维奇（Роман Протасевич），他还在自由广播电台（在俄罗斯被公认是外国情报机构）工作。在报道白俄罗斯的事件时，自由广播电台也积极引用NEXTA的信息。对此，白俄罗斯当局先后封锁多个新闻网站和报纸。
卢卡申科在选举后示威期间，宣称有外国势力介入支持示威活动，并称北约部队在边境集结军队以威胁该国（北约已否认此说法），促使俄罗斯总统普京提出提供军事援助。克里姆林宫发言人德米特里·佩斯科夫在8月19日表示，俄罗斯目前无需在军事上或其他方面向白俄罗斯提供帮助。白俄罗斯和俄罗斯是集体安全条约组织（CSTO）的成员，该组织是由俄罗斯领导的由六个前苏联国家组成的军事联盟，并且是俄白联盟国的一部分。欧洲理事会主席查尔斯·米歇尔在8月19日谈到了对白俄罗斯的干涉：“对欧盟和俄罗斯来说，支持白俄罗斯的民主进程至关重要。我们要避免对白俄罗斯进行外部干扰。”他补充说，双方并无意对白俄罗斯进行军事干预。
2020年8月28日，卢卡申科聲稱，当白俄罗斯遭到外國入侵时，俄白两国將組建联军反击。

### 外国民间反应
2020年8月23日，1989年波罗的海之路31周年记念日之际，波罗的海国家（爱沙尼亚、拉脱维亚和立陶宛）捷克和乌克兰民众重现当年的行动，以支持白罗斯为争取该国的民主变革而奋斗的民间社会。其中，立陶宛民众从首都维尔纽斯中部的大教堂广场延伸到靠近白罗斯边境的梅迪宁凯（30公里）建立一条名为“自由之路”的人链，大约有50,000人参与。
香港与泰国民间亦有部分人士支持白罗斯民众的示威，黄之锋也于2020年8月26日在个人Facebook上发文支持白罗斯的抗议。
中国大陆与在白中国留学生则认为此次示威纯属美西方国家在白俄罗斯发动的“颜色革命”。

## 備注
1. ↑  當中以蟑螂揶揄盧卡申科，要用拖鞋把他打走，
另見章節#選舉前